# Strzegów (województwo dolnośląskie)
Strzegów – wieś w Polsce położona w województwie dolnośląskim, w powiecie strzelińskim, w gminie Strzelin.

## Podział administracyjny
W latach 1975–1998 miejscowość położona była w województwie wrocławskim.